# گوستاف مالمستروم
گوستاف مالمستروم (سوئدی: Gustaf Malmström؛ ۴ ژوئیه ۱۸۸۴ – ۲۴ دسامبر ۱۹۷۰) کشتی‌گیر اهل سوئد بود.
وی در مسابقات کشوری و بین‌المللی در مجموع برندهٔ ۲ مدال نقره شده‌است.